# Quint e Fontssagrivas
Quint e Fontsagrivas (francès Quint-Fonsegrives) és un municipi del departament francès de l'Alta Garona, a la regió d'Occitània.